# دهستان بهی فیض‌الله بیگی
بهی فیض الله بیگی، منطقه‌ای است از توابع بخش مرکزی شهرستان بوکان استان آذربایجان غربی ایران.

## جمعیت
این دهستان بر اساس سرشماری سال ۱۳۸۵ جمعیت آن ۸٬۷۴۶ نفر (۱٬۷۲۶ خانوار)
بوده‌است.